# Tangenziale Sud di Padova
La tangenziale Sud di Padova è la più corta di tutto il sistema di tangenziali, infatti collega la zona sud della città con la tangenziale Ovest di Padova e la tangenziale Est di Padova e con l'innesto per l'autostrada A13. Dispone di sole tre uscite.
È classificata per un tratto come strada extraurbana secondaria, anche se a carreggiate separate, con la numerazione strada regionale 47 e con la denominazione corso Boston, per il rimanente tratto come autostrada con la numerazione A13.

## Il percorso
Molto breve, è composto interamente da due corsie di marcia più quella d'emergenza per senso di marcia ed è a carreggiate separate. Il limite di velocità massimo è di 130 km/h nel tratto autostradale e di 80/90 km/h in tangenziale. Ha inizio senza soluzione di continuità da una parte dalla tangenziale Est e dall'altra parte, sempre senza soluzione di continuità, dalla tangenziale Ovest.
| TANGENZIALE SUD DI PADOVA                        |               |
| Uscita                                           | Uscita Numero |
| Tangenziale Ovest di Padova                      |               |
| Padova Via Armistizio                            |               |
| Padova Via Battaglia Strada statale 16 Adriatica |               |
| A13-Diramazione Padova sud                       |               |
| Tangenziale Est di Padova                        |               |

## Il gestore
Il tratto classificato come SR 47 è gestito da Veneto Strade. L'altro è gestito da Autostrade per l'Italia.